# China Everbright Bank
China Everbright Bank (также известен как Китайский банк «Гуанда») — китайский коммерческий банк, 14-й крупнейший банк КНР по размеру активов. В списке крупнейших публичных компаний мира Forbes Global 2000 за 2019 год China Everbright Bank занял 151-е место, в том числе 299-е по выручке, 144-е по чистой прибыли, 54-е по активам и 427-е по рыночной капитализации, из китайских компаний в этом списке занял 28-е место.

## История
Банк был основан в 1992 году китайским государственным финансовым конгломератом China Everbright Group. В августе 2010 года он разместил свои акции класса A на Шанхайской фондовой бирже, а в декабре 2013 года — акции класса H на Гонконгской фондовой бирже.
В феврале 2019 года China Everbright Bank стал седьмым китайским банком, открывшим отделение в Сиднее (Австралия).
По состоянию на конец 2022 года общий объём кредитования China Everbright Bank достиг 3,57 трлн юаней (519,52 млрд долл. США), увеличившись на 8 % по сравнению с началом 2022 года. Остаток среднесрочных и долгосрочных кредитов, выданных банком обрабатывающим предприятиям, составил 193,6 млрд юаней (+ 40,7 % в годовом исчислении), а остаток инклюзивных кредитов, выданных микро- и малым предприятиям, составил 305,3 млрд юаней (+ 28,8 % в годовом выражении). По итогам 2022 года чистая прибыль банка составила 45,04 млрд юаней, что на 3,2 % больше, чем годом ранее; доля ненадежных кредитов на конец 2022 года составила 1,25 %, что осталось неизменным по сравнению с показателем в начале 2022 года.

## Деятельность
Розничная сеть банка на 2018 год включала 1252 отделения в 136 крупнейших городах КНР, а также отделения в Гонконге, Сеуле и Люксембурге. Основной категорией активов являются выданные кредиты (3,01 трлн юаней), 1,32 трлн юаней приходится на финансовые инвестиции, 343 млрд юаней — на депозитные вклады в Центральном банке. В структуре пассивов на принятые депозиты клиентов приходится 3,48 трлн юаней, депозиты других финансовых институтов составляют 490 млрд юаней, выпущенные корпоративные облигации — 423 млрд юаней. Основными подразделениями банка являются розничный банкинг (39 % выручки), корпоративный банкинг (35 % выручки), работа на финансовых рынках (26 % выручки). Банк осуществляет выпуск банковских карт, на 2018 год было выпущено 65 млн дебетовых и 60 млн кредитных карт.
|                     | 2009  | 2010  | 2011  | 2012  | 2013  | 2014  | 2015  | 2016  | 2017  | 2018  | 2019  | 2020  |
| ------------------- | ----- | ----- | ----- | ----- | ----- | ----- | ----- | ----- | ----- | ----- | ----- | ----- |
| Оборот              | 24,26 | 35,73 | 46,20 | 60,07 | 65,53 | 78,77 | 93,36 | 94,37 | 92,02 | 110,4 | 132,9 | 142,7 |
| Чистая прибыль      | 7,643 | 12,79 | 18,09 | 23,62 | 26,75 | 28,93 | 29,58 | 30,39 | 31,61 | 33,72 | 37,44 | 37,91 |
| Активы              | 1198  | 1484  | 1733  | 2279  | 2415  | 2737  | 3168  | 4020  | 4088  | 4357  | 4733  | 5368  |
| Собственный капитал | 48,11 | 81,37 | 96,04 | 114,2 | 152,8 | 179,0 | 223,5 | 250,5 | 304,8 | 321,5 | 385,0 | 453,4 |

## Дочерние компании
- Everbright Financial Leasing Co., Ltd. (лизинговая компания, основана в 2010 году, Ухань)
- Shaoshan Everbright Village Bank Co., Ltd. (коммерческий банк, основан в 2009 году, Шаошань)
- Jiangsu Huai’an Everbright Village Bank Co., Ltd. (коммерческий банк, основан в 2013 году, Хуайань)
- CEB International Investment Corporation Limited (инвестиционный банк, основан в 2015 году, Гонконг)
- China Everbright Bank (Europe) S.A. (дочерний банк в Европе, основан в 2017 году, Люксембург)
- Jiangxi Ruijin Everbright Village Bank Co., Ltd. (сельскохозяйственный банк, основан в 2018 году, Жуйцзинь)[7]

## Акционеры
Крупнейшим акционером банка является государственный конгломерат China Everbright Group (29 %), другим крупным акционером является государственная инвестиционная компания Central Huijin Investment (25 %, также является основным акционером China Everbright Group).